# William H. Duckworth
William H. Duckworth, auch Bill Duckworth genannt, (* 24. August 1885 in Fort Dodge, Iowa; † 21. Mai 1970 in Clovis, New Mexico) war ein US-amerikanischer Politiker. Zwischen 1921 und 1922 fungierte er im Bundesstaat New Mexico als Vizegouverneur.

## Werdegang
William H. Duckworth wurde während der Amtszeit vom Präsidenten Grover Cleveland im Webster County geboren. Er verließ im Alter von 16 Jahren die Schule, um als pharmazeutischer Handelsreisender für den Arzneimittelhersteller McKesson zu arbeiten. Duckworth verkaufte Arzneimittel in Texas Panhandle und in New Mexico. 1908 kam er nach Clovis im Curry County. Er mochte die aufstrebende Town. 1910 zog er dauerhaft nach Clovis. Er erwarb die Southwest Drug Company an der Main and Grand. 1917 heiratete er seine erste Ehefrau Mabel Shannon (1892–1962). Die Ehe blieb kinderlos.
Politisch gehörte er der Republikanischen Partei an. Im Jahr 1920 wurde er zum Vizegouverneur von New Mexico gewählt – ein Posten, den er vom Januar 1921 bis Dezember 1922 innehatte.
1922 verkaufte er sein Unternehmen, um in den Autohandel einzusteigen. Ferner ging er bis 1928 dem Handel von Immobilien und Farmen nach. Zu jenem Zeitpunkt erwarb er sein eignes Dodge Autohaus. Über die frühen Jahre der Depression sagte er folgendes:

„I was active in running a business and a farm and meeting both financial success and fiasco.“

1934 eröffnete er die Duckworth Drug Company an der 320 Main, welche er bis 1952 leitete. Er saß sechs Jahre im Senat von New Mexico. Während dieser Zeit war er am 29. August 1968 einer der Gratulanten von Fabián Chávez Jr., welcher die demokratischen Vorwahlen für das Amt des Gouverneurs von New Mexico gewann, aber die späteren Gouverneurswahlen verlor. Duckworth saß in der Handelskammer von Clovis, im Board of Regents an der Eastern New Mexico University, in der Lincoln County Memorial Commission, im State Board of Pharmacy und in der State Tax Commission. Er war ein Sammler von Büchern, welche er der Clovis Library stiftete. Ferner hatte er eine beinahe tägliche 15-minütige Radioshow, wo er eine Geschichte über alte Zeitmesser von sich gab. Jahre nach dem Tod seiner ersten Ehefrau heiratete er Lucia Staubus, Witwe von Rock Staubus. Er verstarb am 21. Mai 1970 in Clovis Memorial Hospital, wo ihm zuvor am 5. Mai 1970 das rechte Bein amputiert wurde. Sein Leichnam wurde dann im Mission Garden of Memories Cemetery in Clovis beigesetzt.